# Illa Mamelles
|  | No s'ha de confondre amb Les Mamelles, districte de les Seychelles. |

Mamelles és una illa de les Seychelles, situada a 14 quilòmetrs al nord-est de Mahé. Està deshabitada i té una superficie de 6 hectàrees.

## Geografia
L'illa Mamelles és una illa granítica amb una longitud de 300 metres, una amplada de 200 metres, coberta de poca vegetació. La fauna de l'illa només està representada per conills salvatges i ocells marins, incloent estèrnids, que nidifiquen a l'illa.
El nom de l'illa prové de la paraula francesa «mamelles». Aquesta estranya illa es va anomenar així per la seva forma: dos turons alts al sud i al nord, i un buit relativament profund entre ells. Al turó del sud, que és una mica més alt que el del nord, hi ha un far que es va construir el 15 de desembre de 1911.
A les costes de l'illa, el naufragi del vaixell cisterna RFA Ennerdale (A213) de 1970 és un lloc popular per a fer-hi submarinisme.